# Касьяник, Михаил Давидович
Михаи́л Дави́дович Касья́ник (20 декабря 1912, Новожитомир, Херсонская губерния — 10 апреля 2005, Санкт-Петербург) — советский гимнаст и тренер. Заслуженный мастер спорта СССР (1943), Заслуженный тренер СССР.
Чемпион и многократный призёр чемпионатов СССР, чемпион III Всемирной рабочей Олимпиады 1937 года в Антверпене (Бельгия).

## Биография
Родился 20 декабря 1912 года в казённой еврейской земледельческой колонии Ново-Житомир Криворогской волости Херсонского уезда Херсонской губернии (ныне село Новожитомир Днепропетровской области).
В 1935 году окончил Институт физической культуры имени П. Ф. Лесгафта в Ленинграде (тренер Л. М. Бриккер).
Уже во время учёбы в институте выступал на первенствах Ленинграда, ДСО «Динамо». Участвовал во всесоюзных соревнованиях в 1935—1955 годах. В 1937 году в Антверпене (Бельгия) состоялась III летняя рабочая Олимпиада как противовес Олимпийским играм в Берлине годом ранее. М. Д. Касьяник, в составе сборной СССР по гимнастике, завоевал звание чемпиона в командном первенстве (личное первенство тогда не проводилось).
Участник Великой Отечественной войны с 23 июня 1941 года. После демобилизации в 1945 году стал тренером ДСО «Динамо» (1945—1962) и сборной Ленинграда (1948—1952). В 1937—1966 годах преподавал в Институте имени Лесгафта.
В 1960 году на Олимпиаде в Риме воспитанник М. Д. Касьяника Владимир Портной стал двукратным призёром. Другой воспитанник М. Д. Касьяника Анатолий Ярмовский, мастер спорта СССР, неоднократный чемпион Ленинграда, стал тренером девятилетнего Саши Дитятина, впоследствии многократного олимпийского чемпиона.
В 1966—1969 годах М. Д. Касьяник работал преподавателем Института физической культуры в Улан-Баторе (Монголия), а также был старшим тренером Олимпийской сборной Монголии по спортивной гимнастике. Возвратившись в Ленинград, продолжил преподавательскую и тренерскую деятельность в Институте имени Лесгафта. Уйдя на пенсию в 1972 году, Михаил Давидович не расстался с обществом «Динамо», работая там на разных должностях.
В феврале 1994 года перенёс инсульт. Умер 10 апреля 2005 года на 93-м году жизни. Похоронен на Ковалёвском кладбище Санкт-Петербурга.

## Семья
- Первая жена — гимнастка и тренер, мастер спорта СССР Евгения Игнатьевна Гаврилова (1913—1992).
  - Сын — композитор Юрий Михайлович Касьяник.
  - Дочь — биолог Инна Михайловна Касьяник.
- Вторая жена — гимнастка и тренер, мастер спорта СССР Клавдия Дмитриевна Орешкина (1926—2004).
  - Дочь от второго брака — хореограф Татьяна Михайловна Касьяник.
- Брат — тяжелоатлет и тренер по тяжёлой атлетике, заслуженный мастер спорта СССР Моисей Давидович Касьяник.

## Спортивные достижения
Чемпион СССР в упражнениях на кольцах (1949), серебряный призёр чемпионатов СССР в многоборье, в упражнениях на коне, кольцах, брусьях и перекладине (1936—1949), неоднократный чемпион Ленинграда (1935—1955) и первенств ЦС ДСО «Динамо» (1935—1955).
Чемпион в командном зачёте III Всемирной рабочей Олимпиады в Антверпене (1937).
Старший тренер Олимпийской сборной Монголии (1966—1969). Среди его учеников — 2-кратный бронзовый призёр Олимпиады 1960 года в Риме В. Портной, заслуженный тренер СССР А. Ярмовский (тренер Олимпийского чемпиона А. Дитятина) и другие.

## Награды
- Орден Отечественной войны 2-й степени (6 апреля 1985)[9];
- Медаль «За оборону Ленинграда»[10];
- Медаль «За оборону Кавказа»[7];
- Медаль «За победу над Германией в Великой Отечественной войне 1941—1945 гг.»[7];
- Заслуженный мастер спорта СССР (1943);
- Заслуженный тренер СССР.